# Leszámolás Bangkokban
A Leszámolás Bangkokban (eredeti cím: Zero Tolerance) 2015-ben bemutatott thai-amerikai akciófilm Wych Kaosayananda rendezésében. A főszerepet Dustin Nguyen, Gary Daniels és Scott Adkins alakítja.
Bemutatója 2015. február 10-én volt a Thaiföldi Nemzetközi Filmfesztiválon. Magyarországon DVD-n jelent meg szinkronizálva 2020. december végén.

## Cselekmény
Két egykori katonaszervezeti tag, Johnny (Nguyen) és rendőrnyomozó barátja, Peter (Boonthanakit) Bangkokban nyomoznak, ahol próbálják megkeresni Johnny kislányának gyilkosait, hogy bosszút álljanak rajta. A dolgok nem a terv szerint alakulnak, ezért a városban brutális vérontás veszi kezdetét.

## Szereplők
| Szerep | Színész              | Magyar hang     |
| ------ | -------------------- | --------------- |
| Johnny | Dustin Nguyen        | Posta Victor    |
| Peter  | Sahajak Boonthanakit | Holl Nándor     |
| Steven | Scott Adkins         | Haagen Imre     |
| Sammy  | Gary Daniels         | Kisfalusi Lehel |
| Kane   | Kane Kosugi          | Renácz Zoltán   |
| Karn   | Prinya Intachai      | Fejszés Attila  |

További magyar hangok: Laurinyecz Réka, Csuha Borbála,

## A film készítése
A film gyártására 2011-ben került sor és eredetileg Angyalok címmel készült el. Dustin Nguyen felesége, Bebe Pham szerepet vállalt a filmben, mint egy elit szexclub madámja.